# Mitsuru Mansho
Mitsuru Mansho (満生 充 Mansho Mitsuru?, Osaka, 16 de abril de 1989) es un exfutbolista japonés. Jugaba de delantero y su último club fue el Fujieda MYFC de Japón.

## Trayectoria

### Clubes
| Club           | País  | Año         |
| -------------- | ----- | ----------- |
| Mito HollyHock | Japón | 2008 - 2009 |
| Fujieda MYFC   | Japón | 2014 - 2016 |

## Estadística de carrera

### J. League
| Club           | Año   | J. League | J. League | Copa J. League | Copa J. League | Total | Total |
| Club           | Año   | Part.     | Goles     | Part.          | Goles          | Part. | Goles |
| -------------- | ----- | --------- | --------- | -------------- | -------------- | ----- | ----- |
| Mito HollyHock | 2008  | 7         | 0         | -              | -              | 7     | 0     |
| Mito HollyHock | 2009  | 0         | 0         | -              | -              | 0     | 0     |
| Fujieda MYFC   | 2014  | 20        | 1         | -              | -              | 20    | 1     |
| Fujieda MYFC   | 2015  | 25        | 3         | -              | -              | 25    | 3     |
| Fujieda MYFC   | 2016  | 1         | 0         | -              | -              | 1     | 0     |
| Total          | Total | 53        | 4         | 0              | 0              | 53    | 4     |